# 欧奈拉里维耶尔
欧奈拉里维耶尔（法語：Aulnay-la-Rivière，法語發音：[o(l)nɛ la ʁivjɛʁ]）是法国卢瓦雷省的一个市镇，属于皮蒂维耶区。

## 地理
欧奈拉里维耶尔（48°11'44"N, 2°22'44"E）面积16.14 平方千米，位于法国中央-卢瓦尔河谷大区卢瓦雷省，该省份为法国中北部省份，北起埃松省，西北接厄尔-卢瓦省，西南接卢瓦-谢尔省，南至涅夫勒省和谢尔省，东临约讷省，东北接塞纳-马恩省。
与欧奈拉里维耶尔接壤的市镇（或旧市镇、城区）包括：埃松河畔布里亚尔、埃斯图伊、埃松河畔拉讷维尔、埃松河畔翁德勒维尔、拉穆吕、勒马勒塞布瓦。

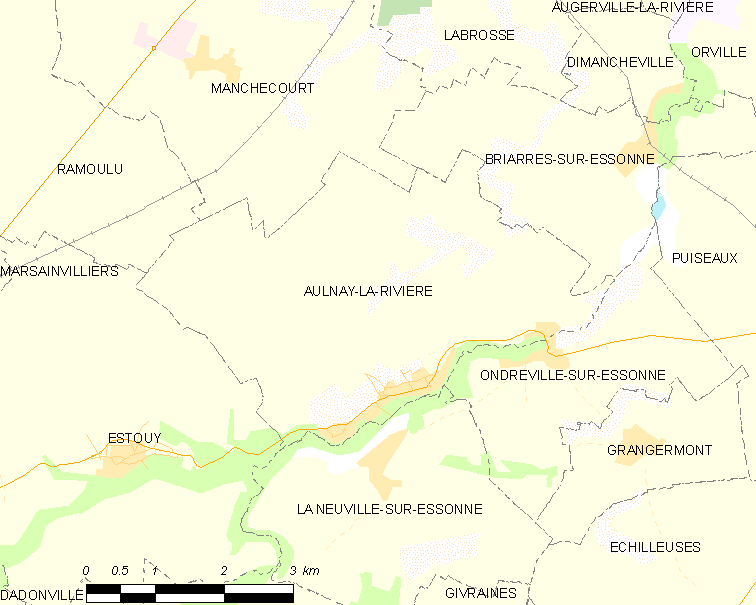
欧奈拉里维耶尔的OSM定位图

欧奈拉里维耶尔的时区为UTC+01:00、UTC+02:00（夏令时）。

## 行政
欧奈拉里维耶尔的邮政编码为45390，INSEE市镇编码为45014。

## 政治
欧奈拉里维耶尔所属的省级选区为勒马勒塞布瓦县。

## 人口

1962-2008年间欧奈拉里维耶尔人口变化图示

欧奈拉里维耶尔于2022年1月1日时的人口数量为505人。